# Derby d'Édimbourg
La rivalité entre Heart of Midlothian et Hibernian se réfère à l'antagonisme entre deux clubs multiples vainqueurs du championnat d'Écosse basés à Édimbourg. 
Cette rencontre est l'opposition entre Heart, supporté par les classes aisées habitant dans l'ouest de la ville, et Hibernian, soutenu par les classes ouvrières résidant dans l'est et le sud d'Édimbourg.
Une fusion des deux clubs a été envisagée dans les années 1990 par Wallace Mercer, le président des Hearts qui détenait 60 % du capital des Hibs, mais il voit son projet refusé par les fervents défenseurs du Hibernian.
Ce derby se joue très régulièrement en championnat, en Coupe et en Coupe de la ligue, mais aussi lors d'autres compétitions telles que l'East of Scotland Shield, la Festival Cup ou la Wilson Cup.

## Navigation